# Jan Rupp
Jan Rupp (* 7. September 1977 in Bochum) ist ein deutscher Anglist.

## Leben
Er ist derzeit Koordinator des Research Center for the Study of Culture (RCSC), Gießen, nachdem er Vertretungsprofessuren an den Universitäten Frankfurt, Gießen, Heidelberg und Wuppertal innehatte. Er lehrte als außerplanmäßiger Professor am Anglistischen Seminar Heidelberg.
Seine Forschungsinteressen umfassen den zeitgenössischen Roman, Studien zum kulturellen Gedächtnis, Erzähltheorie, Intermedialität, Rituale in der Literatur und (neo-)viktorianische Studien. 

## Schriften (Auswahl)
- Genre and cultural memory in black British literature. Wissenschaftlicher Verlag Trier, 2010, ISBN 978-3-86821-270-9 (Zugleich Dissertation, Universität Gießen, 2009).
- mit Ansgar Nünning (Hrsg.): Medialisierung des Erzählens im englischsprachigen Roman der Gegenwart. Theoretischer Bezugsrahmen, Genres und Modellinterpretationen (= ELCH. Band 50). Wiss. Verl. Trier, 2011, ISBN 978-3-86821-294-5.
- mit Vera Nünning, Gregor Ahn (Hrsg.): Ritual and narrative. Theoretical explorations and historical case studies (= Cultural and media studies). Transcript, Bielefeld 2013, ISBN 978-3-8376-2532-5.
- Pageant fictions. (De-)Konstruktion von „Englishness“ und „Britishness“ durch literarisch repräsentierte Rituale von der Edwardianischen Zeit bis zu den Zwischenkriegsjahren in Großbritannien. Wiss. Verl. Trier, 2016, ISBN 3-86821-690-1 (Zugleich Habilitationsschrift, Ruprecht-Karls-Universität Heidelberg, 2014).
- mit Corinna Assmann, Christine Schwanecke (Hrsg.): The transformative power of literature and narrative. Promoting positive change. A conceptual volume in honour of Vera Nünning (= Mannheimer Beiträge zur Literatur- und Kulturwissenschaft. Band 86). Narr Francke Attempto, Tübingen 2023, ISBN 978-3-8233-8573-8.